# Nuoto ai campionati europei di nuoto 2024 - 400 metri stile libero maschili
La gara dei 400 metri stile libero maschili dei campionati europei di nuoto 2024 si è svolta il 23 giugno 2024. Al mattino del 23 giugno si sono svolte le batterie e nel pomeriggio le finali.

## Podio
| Pos.    | Atleta           | Nazione  |
| ------- | ---------------- | -------- |
| Oro     | Felix Aubock     | Austria  |
| Argento | Dimitrios Markos | Grecia   |
| Bronzo  | Antonio Djakovic | Svizzera |

## Record
Prima della manifestazione il record del mondo (RM), il record europeo (EU) e il record dei campionati (RC) erano i seguenti.
|  | 3'40"07 | Paul Biedermann | 26 luglio 2009 Roma |
|  | 3'40"07 | Paul Biedermann | 26 luglio 2009 Roma |
|  | 3'42"50 | Lukas Martens   | 17 agosto 2022 Roma |

## Risultati

### Batterie
| Pos. | Batteria | Corsia | Atleta                 | Nazionalità          | Tempo       | Note             |
| ---- | -------- | ------ | ---------------------- | -------------------- | ----------- | ---------------- |
| 1    | 4        | 4      | Felix Auböck           | Austria              | 3:48.86     | Q                |
| 2    | 3        | 5      | Bar Soloveychik        | Israele              | 3:49.92     | Q                |
| 3    | 3        | 4      | Antonio Djakovic       | Svizzera             | 3:49.99     | Q                |
| 4    | 3        | 6      | Krzysztof Chmielewski  | Polonia              | 3:50.20     | Q                |
| 5    | 4        | 2      | Dimitrios Markos       | Grecia               | 3:51.33     | Q                |
| 6    | 4        | 5      | Danas Rapšys           | Lituania             | 3:51.57     | Q                |
| 7    | 4        | 6      | Jon Jøntvedt           | Norvegia             | 3:51.73     | Q                |
| 8    | 3        | 7      | Ondrej Gemov           | Rep. Ceca            | 3:53.11     | Q                |
| 9    | 4        | 7      | Jovan Lekić            | Bosnia ed Erzegovina | 3:53.49     |                  |
| 10   | 3        | 2      | Yordan Yanchev         | Bulgaria             | 3:54.10     |                  |
| 11   | 3        | 9      | Nikola Ratkov          | Serbia               | 3:54.62     |                  |
| 12   | 2        | 6      | Loris Bianchi          | San Marino           | 3:55.89     |                  |
| 13   | 3        | 1      | Romano Yoav            | Israele              | 3:57.58     |                  |
| 14   | 2        | 5      | Pavel Alovatki         | Moldavia             | 3:57.80     |                  |
| 15   | 2        | 3      | Nikola Simic           | Serbia               | 4:00.14     |                  |
| 16   | 1        | 2      | Heorhii Lukashev       | Ucraina              | 4:00.20     |                  |
| 17   | 1        | 6      | Kevin Pereira Teixeira | Andorra              | 4:00.29     | Record nazionale |
| 18   | 2        | 9      | Michał Chmielewski     | Polonia              | 4:00.31     |                  |
| 19   | 2        | 2      | Michal Judickij        | Rep. Ceca            | 4:00.70     |                  |
| 20   | 3        | 8      | Sašo Boškan            | Slovenia             | 4:00.85     |                  |
| 21   | 1        | 4      | Filip Kuruzovic        | Bosnia ed Erzegovina | 4:00.93     |                  |
| 22   | 2        | 4      | Kenan Dračić           | Bosnia ed Erzegovina | 4:00.97     |                  |
| 23   | 2        | 0      | Moritz Baumgartner     | Austria              | 4:01.12     |                  |
| 24   | 4        | 9      | Cormac Rynn            | Irlanda              | 4:01.51     |                  |
| 25   | 2        | 7      | Mihailo Gasic          | Serbia               | 4:03.02     |                  |
| 26   | 2        | 8      | Arne Furlan Štular     | Slovenia             | 4:04.20     |                  |
| 27   | 4        | 0      | László Gálicz          | Ungheria             | 4:04.80     |                  |
| 28   | 1        | 5      | Nikola Ǵuretanoviḱ     | Macedonia del Nord   | 4:09.03     |                  |
| DNS  | 1        | 7      | Tomas Koski            | Finlandia            | Non partito | Non partito      |
| DNS  | 2        | 1      | Robin Hanson           | Svezia               | Non partito | Non partito      |
| DNS  | 3        | 3      | Balázs Holló           | Ungheria             | Non partito | Non partito      |
| DNS  | 4        | 3      | Zalán Sárkány          | Ungheria             | Non partito | Non partito      |
| DNS  | 4        | 8      | Velimir Stjepanović    | Serbia               | Non partito | Non partito      |

### Finale
| Pos. | Corsia | Atleta                | Nazionalità | Tempo   | Note |
| ---- | ------ | --------------------- | ----------- | ------- | ---- |
|      | 4      | Felix Auböck          | Austria     | 3'43"24 |      |
|      | 3      | Dimitrios Markos      | Grecia      | 3'47"44 |      |
|      | 5      | Antonio Djakovic      | Svizzera    | 3'47"62 |      |
| 4    | 7      | Danas Rapšys          | Lituania    | 3:47.87 |      |
| 5    | 5      | Bar Soloveychik       | Israele     | 3:48.47 |      |
| 6    | 6      | Krzysztof Chmielewski | Polonia     | 3:50.24 |      |
| 7    | 8      | Ondrej Gemov          | Rep. Ceca   | 3:51.46 |      |
| 8    | 1      | Jon Jøntvedt          | Norvegia    | 3:53.79 |      |